# Operação unitária

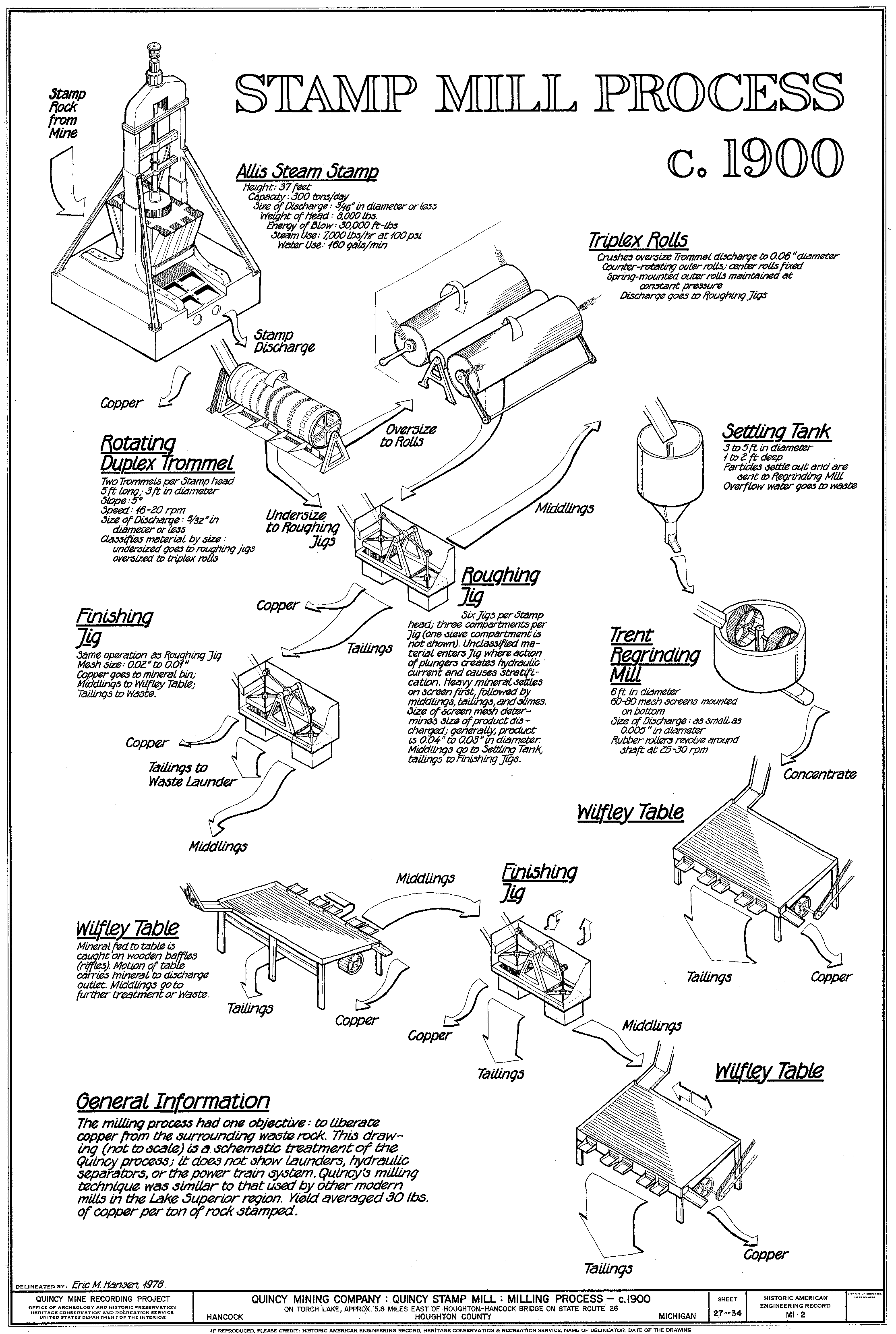
Um processo de extracção de mineral dividido em suas operações unitárias constituintes (Quincy Mine, Hancock, MI ca. 1900)

Na engenharia química e seus campos relacionados, uma operação unitária é uma etapa básica de um processo. No processamento de leite, por exemplo, homogenização, pasteurização, resfriamento, e empacotamento são as operações unitárias que estão interligadas a fim de criar o processo como um todo. Um processo tem várias operações unitárias presentes para que possa se obter produto desejado.
Historicamente, as diferentes indústrias químicas eram consideradas diferentes processos industriais e com princípios diferentes. Em 1923 William H. Walker, Warren K. Lewis and William H. McAdams escreveram o livro Os Princípios da Engenharia Química (The Principles of Chemical Engineering) e explicaram que as indústrias químicas possuem processos regidos pelas mesmas leis da física. Eles reuniram todos estes processos similares nas chamadas de operações unitárias. Cada operação unitária segue as mesmas leis da física e deve ser utilizada em todas as indústrias químicas. Assim, as operações unitárias reunidas formam os princípios da Engenharia Química.
As técnicas de projeto de operações unitárias são baseadas em princípios teóricos ou empíricos de transferência de massa, transferência de calor, transferência de quantidade de movimento, termodinâmica, biotecnologia e cinética química.
Desta forma, os processos podem ser estudados de forma simples e unificada. Cada Operação Unitária é sempre a mesma operação, independente da natureza química dos componentes envolvidos. Por exemplo: Transferência de calor é a mesma operação em um processo petroquímico ou em uma indústria de alimentos.
As operações unitárias na engenharia química dividem-se em 5 classes:
1. Processos de escoamento de fluidos, como transporte de fluido, filtração, fluidização sólida
2. Processos de transferência de calor, como evaporação, condensação
3. Processos de transferência de massa, como absorção gasosa, destilação, extração, adsorção, secagem
4. Processos termodinâmicos, como liquefação gasosa, refrigeração
5. Processos mecânicos, como transporte de sólidos, trituração, peneiramento e separação

As operações unitárias na Engenharia Química também se encaixam nas seguintes categorias:
- Combinação (ex.:preparo de soluções)
- Separação (ex.:destilação)
- Reação (ex.:reações químicas)

As operações Unitárias da engenharia química formam os princípios de todos os tipos de indústrias químicas e são fundamentais para o design das plantas químicas, fábricas e equipamentos utilizados.